# Сиразетдинов, Фарит Хамитович
Си́разетдинов Фари́т Хамито́вич (род.10.06.1949, с. Ижбуляк Фёдоровского р‑на БАССР) — зоотехник, экономист. Доктор сельскохозяйственных наук (2003), профессор (2003). Заслуженный работник сельского хозяйства Республики Башкортостан (1993), почетный работник высшего профессионального образования Российской Федерации (2004).

## Биография
Сиразетдинов Фарит Хамитович родился 10 июня 1949, с. Ижбуляк Фёдоровского р‑на  БАССР. В 1976 окончил зоотехнический факультет, в 1999 — экономический факультет Башкирского сельскохозяйственного института (ныне Башкирский государственный аграрный университет). В 1976 начал трудовую деятельность в колхозе им. К. Маркса Фёдоровского р‑на главным зоотехником; в 1979 — совхоз Таймасовский, в 1985 - 1987 — секретарь партийного комитета колхоза "Золотой колос", в 1988 — директор совхоза Кумертауский Куюргазинского района, в 1995 - 2001— заместитель министра, в 1997 — 1‑й заместитель министра сельского хозяйства Республики Башкортостан, одновременно до 2000 генеральный директор ГУСП Башптицепром. С 2002 — ректор Башкирского института переподготовки и повышения квалификации кадров АПК, в 2003 году защитил кандидатскую диссертацию, в 2012 — заместитель директора, в 2014 - 2015 — и.о. директора ФГБУ Башкирский референтный центр Россельхознадзора. Научные исследования Сиразетдинова Ф. Х. посвящены повышению мясной продуктивности молодняка КРС и эффективности производства говядины в условиях промышленной технологий. При участии Сиразетдинова разработаны рекомендации по откорму, нагулу, прогнозированию оптим. срока убоя и предубойной массы, содержанию и кормлению КРС. Автор около 190 научных трудов и 6 изобретений.

## Наиболее значимые труды
- Повышение продуктивности скота и современная оценка качества говядины / Ф. Х. Сиразетдинов, С. С. Гуткин, Л. З. Мазуровский ; АН РБ, М-во сел. хоз-ва и продовольствия РБ, Башкирский ГАУ. - Уфа : [Типография им. Дзержинского МВД РБ], 1997. - 262 с. : ил. - Библиогр.: с. 234-258. - ISBN 5-13-000001-3
- Интенсивное производство высококачественной говядины / С. С. Гуткин, Л. З. Мазуровский, Ф. Х. Сиразетдинов. - Уфа : ТиД, 1998. - 332 с. - Библиогр.:с.259-326. - ISBN 5-13-000015-3
- Формирование мясной продуктивности скота и рост компонентов туши / Ф. Х. Сиразетдинов. - Уфа : ТИД, 1999. - 224 с. - ISBN 5-13-000029-3
- История создания и генеалогия черно-пестрой породы крупного рогатого скота / Н. Г. Фенченко, Ф. Х. Сиразетдинов, Н. И. Хайруллина ; РАСХН, Башкирский НИИ сел. хоз-ва, Башкирский ГАУ, Башкирский ин-т переподготовки и повышения квалификации кадров АПК. - Уфа : БНИИСХ, 2002. - 334 с. : ил. - Библиогр.: с. 326-332. - ISBN 5-900944-56-5
- Биологически активные вещества в питании животных / Н. Г. Фенченко, Ф. Х. Сиразетдинов ; РАСХН, Башкирский НИИСХ, Башкирский ин-т переподготовки и повышения квалификации кадров АПК. - Уфа : Информреклама, 2003. - 200 с. : ил. - Библиогр.: с. 180-199. - ISBN 5-900944-59-X
- Научные и практические основы повышения мясной продуктивности молодняка крупного рогатого скота и эффективности производства говядины в условиях промышленной технологии : автореферат дис. ... доктора сельскохозяйственных наук : 06.02.02, 06.02.04 / Всерос. науч.-исслед. ин-т мясного скотоводства. - Оренбург, 2003. - 54 с.
- Откорм молодняка крупного рогатого скота на барде / Ш. Х. Вахитов, Ф. Х. Сиразетдинов, В. И. Левахин ; Министерство сельского хозяйства Российской Федерации [и др.]. - Уфа : Информреклама, 2004. - 109 с. - Библиогр.: с. 84-108. - ISBN 5-94780-026-8
- Пути и методы формирования в онтогенезе высококачественной, сертифицированной мясной продуктивности скота / [Н. Г. Фенченко, Ф. Х. Сиразетдинов, Н. И. Хайруллина, О. В. Горелик] ; Российская академия сельскохозяйственных наук, Башкирский научно-исследовательский институт сельского хозяйства, Уральская государственная академия ветеринарной медицины. - Уфа : БНИИСХ, 2005. - 391 с. - Библиогр.: с. 348-388. - ISBN 5-900944-73-5
- Мясная продуктивность и качество продукции молодняка бестужевской породы и ее помесей с герефордами и лимузинами : монография / В. В. Попов [и др.] ; ВНИИ мясного скотоводства, Башкирский ин-т переподготовки и повышения квалификации кадров АПК. - Уфа-Оренбург : БашИП и ППК АПК, 2006. - 119 с. - Библиогр.: с. 99-118. - ISBN 5-902532-5-12
- Рекомендации по созданию высокопродуктивных чистопородных племенных стад в мясном скотоводстве и при разведении помесей в "себе" разных селекционных групп / Российская академия сельскохозяйственных наук [и др.] ; разработали: Н. Г. Фенченко [и др.] ; рецензенты: О. В. Горелик, С. Н. Ижболдина. - Уфа : [б. и.], 2007. - 86 с. - ISBN 5-900944-77-8
- Формирование племенных стад при разведении крупного рогатого скота мясных пород (методические рекомендации) / Российская академия сельскохозяйственных наук [и др.] ; разработали: Н. Г. Фенченко [и др.] ; рецензенты: Р. Х. Авзалов, Р. Н. Самигуллин. - Уфа : ГНУ Башкирский НИИСХ, 2011. - 67 с. : ил. - Библиогр.: с. 66. - ISBN 978-5-903982-09-7
- Использование нетрадиционных кормов, кормовых добавок и биологически активных веществ при производстве говядины : монография / В. И. Левахин, И. Ф. Горлов, В. В. Калашников [и др.] ; Российская академия сельскохозяйственных наук [и др.]. - Москва : Россельхозакадемия, 2008. - 400 с. - Библиогр.: с. 333-395. - ISBN 978-5-94524-077-3
- Основные аспекты повышения эффективности производства говядины и улучшения ее качества : монография / В. И. Левахин, Ф. Х. Сиразетдинов, В. В. Калашников [и др.] ; Российская академия сельскохозяйственных наук [и др.]. - Москва : Россельхозакадемия, 2008. - 385 с. - Библиогр.: с. 317-381. - ISBN 978-5-94524-081-0
- Стрессы и способы их коррекции у сельскохозяйственных животных / В. И. Левахин, Ф. Х. Сиразетдинов, В. В. Попов [и др.]; Российская академия сельскохозяйственных наук. - Уфа : Диалог, 2008. - 160 с. - Библиогр.: с. 127-158
- Алгоритм анализа большой системы показателей биологических объектов / А. А. Самотаев, Н. Г. Фенченко, Ф. Х. Сиразетдинов ; РАСХН, Башкирский научно-исследовательский институт сельского хозяйства, Уральская гос. академия вет. медицины, Башкирский институт переподготовки и повышения квалификации кадров АПК. - Уфа : БНИИСХ, 2009. - 159 с. - Библиогр.: с. 156-159. - ISBN 978-5-94524-099-5
- Качество и продуктивное действие силосов, заготовленных с консервантами / В. И. Левахин [и др.] ; ред.: В. И. Левахин, А. И. Беляев, Ф. Х. Сиразетдинов ; РАСХН, ВНИИ мясного скотоводства, Башкирский ин-т переподготовки и повышения квалификации кадров АПК. - М. : Вестник РАСХН, 2010. - 326 с. - Библиогр.: с. 274-321. - ISBN 978-5-94524-110-7
- Повышение адаптационных способностей и мясной продуктивности молодняка при промышленной технологии производства говядины : монография / В. И. Левахин [и др.] ; РАСХН, ВНИИ мясного скотоводства, Башк. ин-т переподготовки и повышения квалификации кадров АПК. - М. : Вестник РАСХН, 2010. - 404 с. - Библиогр.: с. 334-381. - ISBN 978-5-94524-108-4
- Новые приемы высокоэффективного производства говядины : монография / В. И. Левахин [и др.] ; РАСХН, ВНИИ мясного скотоводства, Башкирский ин-т переподготовки и повышения квалификации кадров АПК. - Москва : Вестник РАСХН, 2011. - 409 с. - Библиогр.: с. 323-375.

## Награды
- 1993 – Заслуженный работник сельского хозяйства Республики Башкортостан
- 2003 – Почетный работник Высшего профессионального образования Российской Федерации